# 大澤雅休
大澤 雅休（おおさわ がきゅう、1890年〈明治23年〉12月17日 - 1953年〈昭和28年〉9月12日）は、昭和時代の日本の書家・歌人。平原社主宰。日本の書道界における前衛派の先駆けである。本名・雅休（まさやす）。

## 略歴
群馬県群馬郡大類村（現・高崎市柴崎町）の農家の長男として生まれる。高陽義塾を経て高山社に学ぶ。
1908年（明治41年）群馬郡金島村金島小学校代用教員となり、翌1909年同郡倉賀野町へ転勤。1911年高崎歩兵第15連隊に入営、除隊後大類小学校に勤務。村上鬼城や村上成之（蛃魚）に俳句の指導を受ける。
1916年（大正5年）栃木県那須開墾地に入植。このころ『ホトトギス』に小説や俳句を発表、また『アララギ』会員となり島木赤彦の指導を受ける。入植には挫折し、郷里に戻り瀧川小学校に勤務する。教員免許を検定により取得。
1920年北海道紋別郡南湧別小学校に赴任。橋田東聲を知り『覇王樹』同人となる。1922年勢多郡細井小学校へ転任。同年野菊短歌会を創立し、翌1923年『野菊』を創刊。1924年前橋市桃井小学校へ転任、児童文芸雑誌『桃の花』を創刊、幸田露伴に指導を受ける。
1926年、東京へ移り、淀橋区落合第一小学校で勤務。1927年（昭和2年）農民文学同人に推薦され、雑誌編集委員となる。1929年丹羽海鶴に書を学ぶ。1931年泰東書道院展に入選。1932年、渋谷区幡代小学校へ転任。1933年、比田井天来に師事し、1934年には書学院助教授となる。上田桑鶴らの書道芸術社の同人に推薦され同誌上で活動。1937年大日本書道院第1回展で最高特別賞を受賞し、書学院教授となる。1938年に平原社を結成し主宰となる。同年刊行の改造社『新万葉集』巻2に19首登載。1944年学童疎開のため静岡県土肥に移り、翌1945年にはさらに富山に移った。
1946年日本書道美術院の結成発起人となるが、翌1947年脱退し、書道芸術院の結成に参加した。1948年平原社機関誌『書原』を発行。1949年日展より委嘱を受け、同年から死去の1953年まで毎年出品を続けるが、1953年の出品作「黒嶽黒谿」は陳列を拒否され問題となる（後述）。
1952年幡代小学校を退職し港区青山中学校講師となる。
1953年、狭心症で死去。戒名は大慈院雅休平原居士。
1971年に遺作18点がイヨ夫人から群馬県に寄贈され、現在は群馬県立近代美術館に収蔵展示されている。揮毫碑は生家近くや高崎市山名の高崎自然歩道などに建立されている。
雅休の余白に墨を散らす手法などは、現代書表現の基盤を準備したと評価される。

## エピソード
- 12歳年少の弟・大澤竹胎も書家[5][6]。
- 1949年に日本民芸館で棟方志功と出会い、交流が始まったことで合作「裸振舞」を制作した[5][2][3]。
- 「黒嶽黒谿」1953年8月に制作され、絶筆となった[2][3]。同作はこの年の日展に出品されたものの、日展側は物故者の作品であることと日展の作風にそぐわないことを理由として陳列を拒否[5][6][3]。この事件は書壇ならびに芸術界に論議を巻き起こすこととなった[2][3]。

## 主な作品
- 「洞中仙草」 - 1949年書道芸術院第2回展出品作品。
- 「黒嶽黒谿」 - 群馬県立近代美術館蔵。
- 「墨の詩」

## 主な著書
- 『口頭綴方の実際』1931年[2][6]
- 『体験を語る綴方の諸問題』1932年[2]
- 『児童の詩文教育』1933年[2]
- 『張芝、鐘繇、索靖、陸機』アトリエ社、1940年[3]
- 『平原書林第1号』

## 関連書籍
- 『大澤雅休作品集』平原社、1955年
- 神保冷平『大澤雅休書簡集』1971年
- 『大澤雅休書論集』平原会、1978年
- 歌集『平原』短歌新聞社、1980年
- 大澤雅休書話刊行委員会『大澤雅休書話』ひかり書房、1981年
- 表立雲『大澤雅休・大沢竹胎の書』教育書籍、1981年
- 『季刊書道ジャーナル』61号